# DCPG
DCPG ((S)-3,4-DCPG) je lek koji se koristi u naučnim istraživanjima. On deluje kao potentan i selektivan agonist za metabotropni glutamatni receptor . On ima antikonvulzivno dejstvo u životinjskim studijama. On je takođe istraživan kao mogući tretman za hiperalgeziju.